# 輪廻 (映画)
『輪廻』（りんね）は、清水崇監督、優香主演による日本のホラー映画。およびそれを原作としたノベライズ小説。
Jホラーシアター第2弾として製作され、第18回東京国際映画祭特別招待作品となった。2006年1月7日より全国東宝系にて公開された。PG-12。キャッチ・コピーは「ようこそ、前世へ。」

## あらすじ
昭和45年、群馬県粕川郡の尾野観光ホテルで無差別大量殺人事件が発生する。犯人である大学の法医学教授・大森範久は、自身の幼い娘・千里と息子・優也を含む11人を殺害したが、その直後に自殺したため動機は一切不明のままだった。
それから35年後。映画監督の松村郁夫は事件を『記憶』というタイトルで映画化することに執念を燃やしていた。オーディションの結果、『記憶』の主役には杉浦渚という新人女優が選ばれる。しかしそれと前後して、渚は自身が知るはずのない千里の幻覚や、赤い屋根のホテルの夢を見るようになっていた。
撮影の準備が始まると、松村の意向によりメインキャスト全員が実際の事件現場である廃ホテルを訪れることになる。渚は千里の物と思われる記憶に恐怖を感じホテルへ行く事を嫌がるが、マネージャーに説得されて仕方なく承諾する。ホテルでは次々と被害者たちの幻覚が渚の前に現れ、遂には事件当日の千里の行動を追体験してしまう。その後、自宅で悪夢に飛び起きた渚の手元には、大森の持っていた古いカメラが現れていた。
一方で、大学生の木下弥生は何度も同じホテルの夢を見ることを不思議に思っていた。その話を聞いた恋人の尾西和也は、前世の記憶があるという森田由香を弥生に引き合わせる。弥生に既視感を覚えた由香は、自身の前世が大森に絞殺された客室係であると説明するが、その直後に行方不明になってしまった。
事件の記事を見た弥生は、大森の妻である歩美が事件唯一の生存者であると知り、彼女のもとを訪れる。弥生から「ホテルの夢を見る」と聞かされた歩美は大森が遺した資料を見せ、「肉体を離れた記憶や思いがどうなるか実験していたのではないか」と語る。ホテルを訪れて千里の人形を拾った弥生が見たのは、由香を含む様々な年齢の男女数人が生気のない様子でホテルへと入っていく光景だった。ホテル内部は事件当時の綺麗な様子であり、彼らは散り散りになってどこかを目指していく。
その頃、ホテルを模したセットでは『記憶』の撮影が開始されようとしていた。渚に頼まれてフィルムを現像したマネージャーは、中身が気になるあまり1人で映像を見始める。映し出された映像は、大森自身が撮影した11人殺害の一部始終であり、遠く離れた弥生の目の前でも、映像を再現するかのように人々が倒れていく。
セットでは渚の役が犯人から逃げ廊下を彷徨うシーンの撮影が始まるが、演技で振り返った渚の視界からは松村以外のスタッフが消えていく。渚はセットの端を目指し角を曲がるが、辿り着いた先には廊下が続いていた。その直後、生気のない松村が現れると、優也と同じように倒れ血を吐いてしまう。追体験から次が自分の番であると悟った渚は逃げようとするが、人形を持った弥生が廊下を横切っていく。彼女は千里が殺された押入れに入っており、渚が戸を開けると同時に息絶える。
渚が自身の前世が大森だったことに気付き困惑していると、殺された被害者たちが立ち上がってゆっくりと近付いてくる。ホテルから脱出し、彼らから逃げるために必死になって町や商店街を走り回る渚だが、その経路は大森のそれと同じだった。行き着いた先で拾った鏡の破片には大森の姿が映る一方で、マネージャーが見る映像では、凶器のナイフに渚の姿が映りこんでいた。千里の人形に追い詰められた渚は、自殺した大森を真似するように、鏡の破片を自らに向ける。すると、人形が近付いてきて「ずっと一緒だよ」と語りかけてきた。
後日、渚が逃げ惑うシーンの映像を関係者が見ることになり、そこには歩美の姿もあった。実際の渚はセットの端である廊下の途切れた部分で立ち止まり、何かに怯えるように震えて座り込んでいく。関係者の多くが顔を見合わせる中、満足そうに笑う歩美は映像の中に千里と優也が映りこんでいることに気付き、瞳を潤ませる。
渚は手足を拘束され、精神病棟で隔離されていた。そこを訪れた歩美は、ドアの差し入れ口から千里の人形と優也の赤いスーパーボールを部屋の中に入れる。それと同時に現れる子供たちの幻覚に怯え震える渚が、やがて落ち着いて微かに微笑むところで物語は終わる。

## 登場人物・キャスト
杉浦渚
演 - 優香
主人公。新人女優。映画『記憶』の主役に大抜擢されるが、それと前後して不可解な出来事に悩まされるようになる。
木下弥生
演 - 香里奈
大学生。同じホテルの夢を何度も見ることを不思議に思っている。和也の紹介で由香と出会い、大森が起こした事件を調べ始める。
松村郁夫
演 - 椎名桔平
映画監督。大森範久の無差別殺人事件を基に『記憶』という映画を製作しようとしており、事件に関する資料を大量に集めている。
自身の作風については、オーディション後の渚と村川の会話で「また怖い映画ですかね」「松村監督だしな、ドロドロした話だろうな」と語られる。
村川忠司
演 - 杉本哲太
渚のマネージャー。
尾西和也
演 - 小栗旬
大学生。弥生の恋人。
森田由香
演 - 松本まりか
女優の卵。渚と同様にオーディションに参加していた。大森に絞殺された須藤貴子が前世であると語り、首には絞められたような痣がある。
プロデューサー・山中
演 - 小市慢太郎
『記憶』のプロデューサー。
大森範久
演 - 治田敦
大学教授。大量殺人犯。ホテルで自身の子供2人を含む11人を60分間で殺害。その後ホテルから逃走し自殺した。しかも自身でその様子を撮影していた。
大森千里
演 - 佐々木麻緒
大森範久の娘。6歳。大森が最後に殺した相手であり、客室である和室の押入れの中で人形を抱いて死んでいた。渚や松村のもとに度々現れる。
大森優也
演 - 伊藤大翔
大森範久の息子。10歳。千里の直前に殺されている。赤いスーパーボールがお気に入りだった。
大森歩美
演 - 三條美紀
大森範久の妻。ホテルで夫が起こした事件の唯一の生き残り。大森にナイフで右腕を切りつけられて生死の境を彷徨う。だが、娘の千里と息子の優也、客室係の貴子の介入により大森から見逃され一命を取り留めた。
若い歩美
演 - 望月美緑
映写技師
演 - 諏訪太朗
ラジオDJ
演 - 七尾藍佳
佳奈子
演 - 岩崎友香
佳織
演 - 小川清乃
神主
演 - 都築久弥
川島教授
演 - 黒沢清
- 声の出演に福圓美里、岩本三千代、山本満太、片山美穂、小森琴世。

### 映画『記憶』スタッフ
助監督
演 - 眞島秀和
キャスティング
演 - 佐藤貢三
撮影技師
演 - 森本浩
照明技師
演 - 大槻修治
美術デザイナー
演 - 蟷螂襲
- 大田康太郎、川寄祐樹、大田裕次郎、飯野茂男、竹勲、久保貫太郎、喜代原麻里、正木佐和、大林佳奈子、冨永貴博、恵有一、沼波大樹

### 映画『記憶』キャスト
中田尚美
演 - 平岩トモミ
篠原哲太
演 - 永野哲志
山口幸彦
演 - 増本庄一郎
鈴木淳子
演 - 英由佳
- 原川真治、佐藤陽子、吉田智、海宝たまき、岡崎宏、松下太亮

### 転生者
沙英
演 - 山本彩乃
サラリーマン
演 - 染谷裕正
トラック運転手
演 - 吉満涼太
落合拓馬
演 - 相ヶ瀬龍史
- 小谷力、いずみさえか、クラガノキイチ、三浦久枝

### 被害者
客室係
演 - 藤貴子
名前は須藤貴子。客室で首を吊って殺された。
ホテルオーナー
演 - 野村信次
名前は高田直人。
フロント係
演 - 潮見勇輝
名前は猪俣悠太。
清掃係
演 - 和泉今日子
名前は新谷薫。
配膳係
演 - 古谷泰時
名前は小澤淳史。
宿泊客
演 - 原田文明
名前は奥野雅。
宿泊客
演 - 西美子
名前は奥野なお。
宿泊客
演 - 石丸ひろし
名前は速水太一。
宿泊客
演 - 戸田佳世子
名前は竹内洋子。

## スタッフ
- 監督：清水崇
- プロデューサー：一瀬隆重
- 脚本：清水崇・安達正軌
- 音楽：川井憲次
- 主題歌：扇愛奈『輪廻』[注 4]
- ステディカム：清久素延
- キャスティング：山口正志
- サウンドエフェクト：柴崎憲治
- 視覚効果：松本肇
- 特殊効果：岸浦秀一
- 特殊造形：松井祐一
- 人形原型制作：木立真佐美
- CG：日本映像クリエイティブ
- スタントコーディネーター：齋藤英雄
- ロケ協力：くまもとフィルムコミッション、福岡フィルムコミッション、八女市役所商工観光課　ほか
- 現像：東京現像所
- スタジオ：東宝スタジオ
- 小説：「輪廻」大石圭（角川ホラー文庫）
- エグゼクティブ・プロデューサー：濱名一哉、小谷靖
- 製作：「輪廻」製作委員会（TBS、Entertainment FARM、オズ、ジェネオンエンタテインメント、東宝、日活、MBS）
- プロダクション協力：フェローピクチャーズ
- 製作プロダクション：オズ
- 配給：東宝

## 関連ドラマ
TBSテレビで2005年8月24日放送の「日本のこわい夜〜特別篇」（バラエティ番組というていのホラードラマ）内に本作CMが流されている。